# Cerisy-Buleux

Cerisy-Buleux este o comună în departamentul Somme, Franța. În 1 ianuarie 2022 avea o populație de 277 de locuitori.